# Centro de Futebol Zico de Brasília Sociedade Esportiva
Il Centro de Futebol Zico de Brasília Sociedade Esportiva, noto anche semplicemente come CFZ de Brasília, è una società calcistica brasiliana con sede a Brasilia, capitale del Brasile e del Distretto Federale.

## Storia
Il Centro de Futebol Zico de Brasília Sociedade Esportiva è stato fondato il 1º agosto 1999 dall'ex calciatore Zico come una filiale del Centro de Futebol Zico Sociedade Esportiva di Rio de Janeiro. Il CFZ de Brasília ha professionalizzato il suo reparto di calcio il 15 luglio 2001. Il club ha vinto il Campionato Brasiliense nel 2002. Nella stessa stagione, un calciatore del CFZ de Brasília, Tiano, con 21 gol, è stato il capocannoniere del campionato. Il CFZ de Brasília ha partecipato alla Coppa del Brasile nel 2003, dove è stato eliminato al primo turno dal Fortaleza, e nel 2005, dove è stato eliminato al primo turno dal Coritiba.

## Palmarès

### Competizioni statali
- Campionato Brasiliense: 1

2002
- Campeonato Brasiliense Segunda Divisão: 1

2010